# Vicus Stettfeld
Der Vicus Stettfeld war eine ländlich geprägte römische Siedlung (Vicus) auf dem Gebiet des heutigen Stettfeld, einem Ortsteil von Ubstadt-Weiher nördlich von Karlsruhe in Baden-Württemberg. Bei archäologischen Ausgrabungen wurden unter anderem eine große römische Palastvilla, Fernstraßen sowie ein großes Gräberfeld gefunden. Die Siedlung zählte zu ihrer Blütezeit geschätzt bis zu 800 Einwohner und wurde ab etwa 260 n. Chr. im Rahmen des sogenannten Limesfalls infolge der politischen, militärischen und wirtschaftlich kritischen Lage aufgegeben. Die Forschungsergebnisse zur Geschichte und Archäologie der antiken Siedlung werden im Römermuseum Stettfeld präsentiert.

## Name
Der Name der antiken Siedlung ist unbekannt. Es wird jedoch diskutiert, ob sich dieser im Ortsnamen des nahegelegenen Zeutern erhalten habe. Der Ortsteil von Ubstadt-Weiher wurde erstmals 769/770 als Ziuterna im Lorscher Codex urkundlich erwähnt. Basis dieser Hypothese ist der antike Name Teudurum, dem heutigen Tüddern bei Aachen, welches auch in der Geographike Hyphegesis des Claudius Ptolemäus Erwähnung findet. Lautgesetzlich wird ein germanisches t-, -eu- und -d- im Althochdeutschen zu Z-, -iu- und -t-. Das -iu- entwickelte sich zwar im 13. Jh. zu -u-/-y-, wurde allerdings im hiesigen Dialekt wieder diphthongiert. Sprachlich gibt es daher keine Einwände gegen eine sprachliche Herleitung des Ortsnamens Zeutern von keltisch Teudurum oder Teuderion. Kritiker dieser Theorie versuchen den Ortsnamen mit dem germanischen Wort *teu-dra für 'Zugseil, Weideseil' im Sinne von 'Ort bei den Weideseilen' in Verbindung zu bringen.

## Geschichte
Stettfeld entstand am Kreuzungspunkt der wichtigen Fernstraßen Basel–Mainz und Augsburg–Speyer, nachdem die römische Rheintalstraße ostwärts auf die nächstgelegenen hochwassersicheren Hügel des Kraichgaus verlegt worden war. Die Chronologie der römischen Ansiedlung lässt sich am besten durch die Funde von römischer Feinkeramik (Terra Sigillata) rekonstruieren. Die ältesten Sigillata-Funde auf Stettfelder Boden stammen grob aus der Zeit um 100 n. Chr. und lassen sich möglicherweise einem frühen militärischen Kontrollposten an der Straßenkreuzung zuweisen. Zwischen 115 und 120 n. Chr. entstand dann den Keramikfunden zufolge in relativ kurzer Zeit der eigentliche Vicus, der sich bis zur Mitte des 2. Jahrhunderts in nordsüdlicher Richtung auf über 350 Meter ausgedehnt zu haben scheint. Welcher Civitas er angehörte, kann nur vermutet werden; am plausibelsten wäre eine Zugehörigkeit zur Civitas Ulpia Sueborum Nicrensium mit dem Hauptort Lopodunum (heute Ladenburg).
Die Entwicklungen der Siedlung im weiteren 2. und im frühen 3. Jahrhundert lassen sich nicht genau rekonstruieren, da nicht sicher ist, ob die bisher ausgegrabenen Befunde repräsentativ sind. So wurde einerseits die große Nord-Süd-Straße durch den Ort verbreitert und eine kleine West-Ost-Straße im Siedlungsgebiet neu angelegt, andererseits ließ sich bei verschiedenen Ausgrabungen zeigen, dass diverse Gebäude – anscheinend ersatzlos – aufgegeben wurden. Welche dieser Beobachtungen sich als Indizien für die Veränderungen des gesamten Vicus verallgemeinern lassen, ist unklar.
Im mittleren 3. Jahrhundert n. Chr. wurde der Ort aufgegeben. Die jüngste antike Münze des Siedlungsbereichs datiert auf das Jahr 246, die jüngste Münze des dazugehörigen Gräberfeldes auf 252. Diese Datierungen ergeben den frühestmöglichen Zeitpunkt (terminus post quem) für das Ende des Vicus. Das Fundmaterial, speziell an Terra Sigillata, deutet jedoch darauf hin, dass der Ort bis zum Rückzug der römischen Herrschaft auf die Rheingrenze ab etwa 259/260, dem sogenannten Limesfall, besiedelt blieb. Auch danach mag eine gewisse Restbevölkerung noch einige Zeit dort gelebt haben. Anschließend blieb das Areal des heutigen Stettfeld jedoch für längere Zeit unbewohnt.

## Siedlungsstruktur
Die genaue Struktur der antiken Siedlung ist schwer zu bestimmen, da sie modern überbaut ist und die Befunde und Funde von wenigen, räumlich stark begrenzten Ausgrabungen stammen. Die Nord-Süd-Hauptachse wurde dabei mehrfach freigelegt, während der genaue Verlauf der Ost-West-Hauptachse und die Position der Kreuzung dieser Straßen unklar sind. Von den antiken Gebäuden wurden hauptsächlich vereinzelte Mauerzüge oder Kellerräume entdeckt. Nur selten und in geringem räumlichen Ausmaß fanden sich aufschlussreichere Baureste wie Hypokausten-Anlagen, die auf beheizte Räumlichkeiten und in zwei Fällen wohl auch auf eine Badeanlage hindeuten. Die wenigen verfügbaren Indizien deuten darauf hin, dass die meisten Gebäude des Vicus Streifenhäuser in Fachwerktechnik waren. Auch einige Funde einfacher Wandmalerei und der Dachbedeckung (Ziegel, Schieferplatten) wurden gemacht. Neben einigen Brunnen gab es auch Frischwasserleitungen im Vicus, von denen zwei Bruchstücke erhalten sind.
Das Hauptgebiet des Vicus lag südlich des Katzbachs und erstreckte sich auf einer Länge von 350 bis 370 Metern entlang der nordsüdlich verlaufenden Fernstraße. Die Ausdehnung des bebauten Areals in westöstlicher Richtung ist dagegen unklar. Rekonstruiert man den Vicus als schmales Straßendorf, ist eine Breite von etwa 75 Metern realistisch. Es wäre aufgrund der verfügbaren Indizien aber auch möglich, dass es sich um ein Haufendorf mit einer Ost-West-Ausdehnung von 150 Metern oder mehr handelte. Die vereinzelten nachgewiesenen Siedlungsbefunde erstrecken sich sogar über eine Ost-West-Distanz von 250 bis 270 Metern. Ein zweiter, kleinerer Siedlungsbereich wurde nördlich des Katzbachs, etwa 200 Meter von dem südlichen Teil des Vicus entfernt, nachgewiesen. Für die Trennung dieser beiden Areale könnte der dazwischen verlaufende Bachlauf verantwortlich gewesen sein, der bei möglichen Hochwassern den Boden weggeschwemmt haben dürfte.

## Wirtschaft
Der Vicus Stettfeld scheint für das landwirtschaftlich geprägte Umland die Funktion eines Handelsplatzes und Handwerkszentrums gehabt zu haben. Neben den bedeutenden Töpfereien sind eine Schmiede, eine Bronzegießerei, eine Gerberei und eine Leimsiederei sowie das Bauhandwerk nachweisbar oder aufgrund der Befunde zu vermuten. Weitere Tätigkeiten wie die Bleiverarbeitung, die Beinschnitzerei oder das Bäckerhandwerk werden durch einzelne Funde nahegelegt; diese könnten allerdings auch lediglich durch den Handel in den Ort gekommen sein beziehungsweise von entsprechenden Tätigkeiten für den privaten Hausgebrauch herrühren. Andere Fundstücke, etwa die Terra Sigillata, die Glas- und Edelmetallfunde, eine kleine Bernsteinskulptur, die Mühlsteine sowie die Amphoren samt ihrem ursprünglichen Inhalt, sind dagegen auf den Fernhandel zurückzuführen.
Zudem wurden ein Bäckerofen und einige Töpferöfen für Gebrauchskeramik im Siedlungsgebiet freigelegt. Am heutigen Marcellusplatz im Ortszentrum zeugen zwei dieser Öfen vermutlich von einem Töpferareal aus der Gründungsphase des Vicus. Außerhalb der Ortschaft, auf einer Sanddüne ungefähr zwei Kilometer nordwestlich des heutigen Stettfeld, entstand Mitte des 2. Jahrhunderts dann auf einer Fläche von fünf Hektar eine Großziegelei und -töpferei, die ab 2006 großflächig ergraben wurde.

## Religion und Bestattungen
Spuren des anzunehmenden Kultbezirkes im Ort sind bisher nicht nachgewiesen. Die religiöse Verehrung diverser römischer und keltischer Gottheiten ist jedoch durch Weihinschriften, Plastiken und Reliefs mit Götterdarstellungen sowie durch Reste zweier Jupitergigantensäulen nachgewiesen. Zu den bedeutendsten römischen Funden aus Stettfeld gehören die Reste einer Sandsteinskulptur des Hercules.
Ein Friedhof mit ursprünglich vermutlich 500 bis 550 Gräbern und wertvollen Grabbeigaben im Bereich der heutigen Albert-Schweitzer-Straße zeugt von der damaligen Größe des Vicus Stettfeld. Von den 400 bei Ausgrabung noch erhaltenen Gräbern handelte es sich bei 341 um Brandbestattungen und bei 59 um Körperbestattungen, wobei letztere vor allem bei Neugeborenen durchgeführt wurden. Zeitlich erstrecken sich die Grabstätten über die gesamte Besiedlungszeit des Vicus. Einige der Skelette zeigen Spuren starker Gewalteinwirkung mit Todesfolge. Da diese Gräber jedoch nicht genauer datiert werden können, ist eine Verbindung mit möglichen germanischen Einfällen in der Spätzeit der Siedlung rein hypothetisch.

## Monumentalbau nordöstlich der Siedlung
Im Gewann Hecken, das etwa 1,5 km nordöstlich des Ortes liegt, ist seit Ende des 19. Jahrhunderts eine römische Fundstelle bekannt, die erstmals 1958 durch Wilhelm Bauer archäologisch untersucht wurde. Man meinte damals, das zu einem Gutshof (Villa rustica) gehörige Badehaus sowie zwei Wirtschaftsgebäude angeschnitten zu haben. Bei den Untersuchungen erwiesen sich die Gebäudereste als teilweise sehr gut erhalten: so waren die Mauern noch bis zu zwei Meter hoch und auch die Fußbodenheizung befand sich in einem sehr guten Zustand. 2003 und 2006 wurden dann geophysikalische Untersuchungen durch das Landesamt für Denkmalpflege Baden-Württemberg durchgeführt, aufgrund derer das 1958 gewonnene Bild korrigiert werden musste. Mithilfe der Geomagnetik zeigte sich, dass die Anlage mit einer Gesamtlänge von 120 Metern deutlich über ein einfaches Landgut hinausgeht und dass die 1958 freigelegte Badeanlage Teil kein eigenes Nebengebäude bildete, sondern in die Villa integriert war. Diese besteht insgesamt aus einem langen und schmalen zentralen Trakt, an dessen beiden Enden jeweils zwei turmartige Eckbauten anschlossen. Festgestellt wurden zudem mehrere Nebengebäude.
Schwierigkeiten bereitet die Rekonstruktion, da das Gebäude sicherlich nicht auf einmal errichtet wurde und ohne eine Ausgrabung nicht feststellbar ist, welche der geomagnetisch nachgewiesenen Mauern zu welcher Bauphase gehörten. Ungeklärt bleiben muss vorerst auch, ob die rechts des Rheins bislang einmalige Prachtvilla ein- oder zweistöckig war. Aus ästhetischen Gründen und ihrer Größe wegen wird man eher von einem zweistöckigen Bau auszugehen haben. Ein vergleichbares Bauwerk („Villa von Nennig“) wurde in der Gemeinde Perl im Saarland gefunden. Die Villa bei Stettfeld lässt sich aufgrund der vereinzelten Funde in die Zeit etwa von der Mitte des 2. bis in die Mitte des 3. Jahrhunderts n. Chr. datieren. Neben der Größe der Anlage spricht auch die 1958 aufgefundene Ausstattung aus Wandmalereien und Bodenmosaiken für einen außergewöhnlich reichen Besitzer.
Zur Person des Bauherrn lassen sich nur Vermutungen anstellen. Möglicherweise war er mit dem Betreiber der großen Töpferei und Ziegelei nordwestlich des Vicus identisch. Auf vielen der dort produzierten Gegenstände findet sich das Namenskürzel „LPL“. Die Verbreitung der so gestempelten Ziegel deutet darauf hin, dass es sich um einen Großbetrieb handelt, für dessen Besitzer eine Villa wie die nordöstlich des Vicus nachgewiesene durchaus plausibel wäre.

## Römermuseum Stettfeld und Freundeskreis

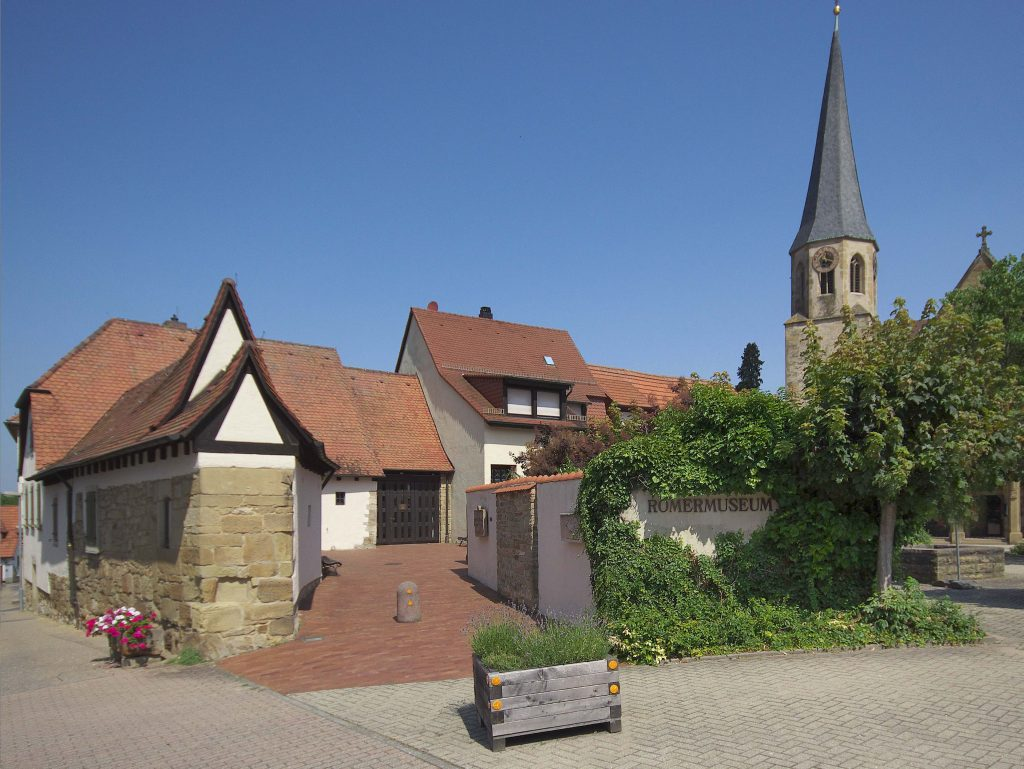
Römermuseum Stettfeld

Im heutigen Ortsteil Stettfeld präsentiert das 1984 am Marcellusplatz eröffnete Römermuseum Stettfeld die wichtigsten archäologischen Funde der Grabungen, die seit den 1970er Jahren im Vicus und seiner Umgebung durchgeführt wurden. Im Erdgeschoss werden verschiedene Aspekte des Lebens im antiken Vicus sowie der Begräbniskultur vorgestellt. So werden in der Dauerausstellung Tonkrüge, Urnen, Feinkeramik, Glasgefäße, Münzen und Metallgegenstände aus dem großen Gräberfeld sowie entsprechende Funde aus dem Siedlungsbereich gezeigt. Davon ausgehend werden die Themenkomplexe Verkehr und Transport, Handel und Handwerk, Lebens- und Wohnaspekte, Gräberfeld und Totenkult sowie die Götterverehrung vorgestellt. Ergänzt und veranschaulicht werden die Funde durch Rekonstruktionsmodelle des Tübinger Künstlers Thomas Waldner. Im Obergeschoss werden vor allem durch ein großes Diorama die Lage der antiken Siedlung sowie die Strukturen in der Umgebung veranschaulicht, darunter das Töperei- und Ziegeleizentrum und die geophysikalisch nachgewiesene Villa. Im Kellergeschoss wird die Vorgeschichte des Stettfelder Raumes vorgestellt. Seit der Neugestaltung 2016 wird die Dauerausstellung durch einen Audioguide und digitale Bilderrahmen mit zusätzlichen Informationsangeboten ergänzt.

Logo des Freundeskreises Römermuseum Stettfeld (FRM)

Um die römische Vergangenheit zu dokumentieren, die Denkmalpflege zu fördern und die Betreuung des Römermuseums in Stettfeld zu ermöglichen, wurde 1984 der Freundeskreis Römermuseum Stettfeld e. V. gegründet. Bekannt sind die jährlichen Sonderausstellungen, welche der Freundeskreis Römermuseum Stettfeld überwiegend in Eigenregie unter wissenschaftlicher Anleitung konzipiert und realisiert. Darüber hinaus veranstaltet der Freundeskreis regelmäßig die Stettfelder Abendvorträge sowie Führungen durch das Museum und zu den Originalschauplätzen. Ergänzend dazu werden Schulen innerhalb der Region unterrichtsbegleitende Veranstaltungen und museumspädagogische Aktivitäten angeboten.